# Orthomegas frischeiseni
Orthomegas frischeiseni är en skalbaggsart som först beskrevs av Lackerbeck 1998.  Orthomegas frischeiseni ingår i släktet Orthomegas och familjen långhorningar. Inga underarter finns listade i Catalogue of Life.